# Trujillanos
Trujillanos es un municipio español, perteneciente a la provincia de Badajoz (comunidad autónoma de Extremadura).

## Situación
Integrado en la comarca extremeña de Tierra de Mérida-Vegas Bajas, está situado a 9 kilómetros de Mérida y a 71 kilómetros de Badajoz. El término municipal está atravesado por la autovía del Suroeste entre los pK 329 y 333. 
El relieve del municipio es prácticamente llano, propio de la vega del río Guadiana, que discurre por el sureste, fuera del municipio. El núcleo urbano se alza a 262 metros sobre el nivel del mar. El término municipal está totalmente rodeado por el de Mérida. 
| Noroeste: Mérida | Norte: Mérida | Noreste: Mérida |
| Oeste: Mérida    |               | Este: Mérida    |
| Suroeste: Mérida | Sur: Mérida   | Sureste: Mérida |

## Historia
Esta aldea formaba parte de la Encomienda de Mérida, también llamada Casas Buenas de Mérida, perteneciente a la provincia de León de la Orden de Santiago.
A la caída del Antiguo Régimen la localidad se constituye en municipio constitucional en la región de Extremadura. Desde 1834 quedó integrado en el Partido judicial de Mérida. En el censo de 1842 contaba con 76 hogares y 200 vecinos.

## Demografía
Trujillanos cuenta con una población de 1382 habitantes (INE 2024).
| Gráfica de evolución demográfica de Trujillanos entre 1842 y 2021                                                     |
| |
| Población de derecho según los censos de población del INE. Población de hecho según los censos de población del INE. |

## Patrimonio
- Iglesia parroquial católica de La Santísima Trinidad, en la Archidiócesis de Mérida-Badajoz.[5]